# Квантование (физика)
Квантова́ние — построение квантового варианта некоторой неквантовой (классической) теории или физической модели в соответствии с аксиомами квантовой физики.
В соответствии с современной научной парадигмой фундаментальные физические теории должны быть квантовыми.
Так, физическим основанием проведения квантования поля является корпускулярно-волновой дуализм материи.
Возможно как построение изначально квантовых теорий, так и квантование классических моделей. Существует несколько математических методов квантования.
Наиболее распространены:
- каноническое квантование
- квантование методом функционального интеграла (фейнмановское квантование)
- BRST-квантование
- Геометрическое квантование
- Вторичное квантование

Эти методы не являются универсальными.
Непосредственное применение тех или иных методов может оказаться невозможным.
Например, в настоящий момент неизвестен метод построения квантовой теории гравитации.
При квантовании модели могут возникать различные ограничения и физические эффекты.
Например, различные квантовые теории струн могут быть сформулированы только для пространств определенной размерности (10, 11, 26 и так далее).
В квантованной теории также могут возникать новые объекты — квазичастицы.

## Определение
Понятие квантования возникло в физике с появлением квантовой механики.
Начиная с Нильса Бора под квантованием понимали деформацию с параметром деформации {\displaystyle \hbar } алгебры {\displaystyle C^{\infty }(M)} функций (наблюдаемых) на гладком многообразии {\displaystyle M,} наделенной скобкой Пуассона. 
Таким образом, квантование — семейство алгебр {\displaystyle A_{\hbar },} параметризованное параметром {\displaystyle \hbar .} Это алгебра (самосопряженных) операторов, действующих на гильбертовом пространстве {\displaystyle H,}.
При {\displaystyle \hbar =0} эта алгебра совпадает с алгеброй операторов умножения на функции из исходной пуассоновой алгебры функций на заданном многообразии {\displaystyle M,} которую называют алгеброй классических наблюдаемых, то есть {\displaystyle A_{0}=C^{\infty }(M).}
Квантовые интегрируемые модели — как правило, деформации соответствующих классических моделей.
Однако, раньше считалось, что при этом структура группы симметрии не деформируется, оставаясь неизмененной.
Владимир Гершонович Дринфельд пояснил, что в методах, основанных на использовании квантовой {\displaystyle R}-матрицы (задающей коммутационные соотношения между локальными наблюдаемыми решеточных систем), при исследовании моделей статистической механики и квантовой теории поля, можно считать, что используемая там квантовая {\displaystyle R}-матрица является деформацией классической {\displaystyle r}-матрицы соответствующей классической интегрируемой системы.
Структура алгебры Хопфа является деформацией или квантованием группы симметрий (которая является коммутативной алгеброй Хопфа) исходной системы.
Дринфельд назвал алгебры Хопфа, возникающие в связи с квантовыми интегрируемыми моделями, квантовыми группами.
Они имеют квазитреугольную структуру. 